# Javier Suso San Miguel
Javier Suso San Miguel (Vitoria, 17 de septiembre de 1955) es un investigador y especialista en el Ferrocarril Vasco-Navarro y uno de los grandes impulsores de la Vía Verde del Ferrocarril Vasco-Navarro.

## Biografía
Su infancia transcurrió entre Vitoria y Maeztu, desplazándose en El Trenico (Ferrocarril Vasco-Navarro). De niño recorrió cientos, miles de kilómetros, viendo cómo el paisaje iba cambiando, a través las ventanillas de aquellos vagones. Hasta que dejó de funcionar la Nochevieja de 1967.
Su padre, Ángel Suso, responsable de Hacienda de la compañía ferroviaria, tuvo que enfrentarse a la dura tarea de desmantelar El Trenico. «Fue muy duro para él, hasta el final de sus días, cuando ya el hombre estaba muy malico, estaba muy preocupado con lo que iba a ocurrir con la estación de Maeztu, de donde somos y donde he pasado tantos veranos», rememora.
Fue el padre quien tuvo que darle la extremaunción empresarial a la línea ferroviaria y ha sido le hijo el que ha hecho todo cuanto ha estado en su mano para rescatarla del olvido. Hay algo de justicia poética en la labor de Javier. «Todo lo que he hecho, lo he hecho por él, por mi padre», reconoce.

### Memoria del Vasco-Navarro
Años después, en 1998, asumió la misión de hacer todo lo posible para recuperar la memoria del Ferrocarril Vasco-Navarro. Ha logrado proteger, custodiar y encontrar una ingente cantidad de documentos, fotografías y materiales que el pasado año decidió entregar a la Fundación Sancho el Sabio, el Archivo Municipal de Vitoria, el de Maeztu, el Museo Vasco del Ferrocarril y la asociación La Bota Elkartea de Estella. Su tesoro, con más de 28.000 joyas documentales están ahora a disposición de quien quiera seguir con su labor investigadora.
Su contribución fue esencial para que, de algún modo, El Trenico volviera a la vida. Fue uno de los grandes impulsores de la Vía Verde del Vasco-Navarro, ese camino de 140 kilómetros (47 km en Guipúzcoa y 63,5 km en Álava, y el resto en Navarra). La mejor forma de conservar su trazado.

Es uno de los mayores expertos del Vasco-Navarro, una joya del patrimonio industrial alavés. Su trabajo infatigable, su ingente labor de recuperación y de divulgación han hecho posible que el legado de El Trenico se conserve y pueda ser consultado. En octubre de 2023, El Correo le otorgó el premio Alavés del Mes por su contribución esencial para que el Gobierno Vasco declarara lo que queda del Ferrocarril Vasco-Navarro como Bien Cultural de Protección Especial.
«Este premio me hace especial ilusión porque en realidad es el único que he recibido como reconocimiento a la labor que he hecho todos estos años y que EL CORREO se ha encargado de divulgar», Javier Suso.

## Premios y reconocimientos
- 2023 Alavés del Mes, El Correo.[2]
- 2024 Premio Alavés del año de COPE Vitoria, por su labor de recuperación y de divulgación que han hecho posible que el legado de El Trenico se conserve y pueda ser consultado.[5]